# یاکوتا ۶۶۵۶
سیارک ۶۶۵۶ (به انگلیسی: 6656 Yokota، نامگذاری:1992FF) شش هزار و ششصد و پنجاه و ششمین سیارک کشف شده‌است که در ۲۳ مارس ۱۹۹۲ کشف شد.
قدر مطلق سیارک برابر ۱۲٫۱۰ است.